# آنت فن زیل
 آنت فن زیل (انگلیسی: Annette Van Zyl؛ زادهٔ ۲۵ سپتامبر ۱۹۴۳) یک تنیس‌باز اهل آفریقای جنوبی است.